# Cuthred (roi du Kent)
Pour les articles homonymes, voir Cuthred.
Cuthred est roi du Kent de 798 à sa mort, en 807.

## Biographie
Cuthred est le frère de Cenwulf, qui devient roi de Mercie à la fin de l'année 796. Deux ans plus tard, en 798, Cenwulf reconquiert le royaume du Kent, une ancienne dépendance mercienne sous le règne d'Offa. Le roi local, Eadberht Præn, est capturé et ramené en Mercie, tandis que Cuthred est placé sur le trône par son frère. Il n'agit jamais en souverain entièrement indépendant : ses chartes, émises entre 801 et 807, sont systématiquement confirmées par Cenwulf. Certaines ont pour témoins deux fils de Cuthred, Cyneberht et Cenwald, inconnus par ailleurs.
La Chronique anglo-saxonne mentionne la mort de Cuthred en 807. Après cette date, Cenwulf gouverne directement le Kent, comme s'il s'agissait d'une simple province de son royaume.